# Partit Demòcrata Liberal del País Valencià
El Partit Demòcrata Liberal del País Valencià (Partido Demócrata Liberal del País Valenciano, PDLPV) fue un partido político español de ideología valencianista y liberal-demócrata fundado en 1974. En 1977 se integró en la Unión de Centro Democrático (UCD). Sus referentes fueron Francisco de Paula Burguera, Joaquín Muñoz Peirats y José Antonio Noguera de Roig.

## Historia
El PDLPV representaba al ala valencianista de la Unión de Centro Democrático, coalición de partidos conservadores sin una tradición política concreta, y que al principio, ni siquiera guardaba una excesiva homogeneidad interna. En los inicios de la formación, el PDLPV estaba junto al Partido Popular Regional Valenciano Autonomista de Emilio Attard, el núcleo de la UCD en Valencia. En 1977, año en que el PDLPV se sumó a la coalición, Emilio Attard llegó a firmar un pasquín electoral donde la coalición de UCD se situaba en contra del centralismo (calificado de repelente) y en favor de la autonomía de los países o regiones del Estado Español. A pesar de la influencia que los militantes del PDLPV tenían en aquella UCD primigenia, conforme la falta de acuerdo sobre la cuestión autonómica iba poniéndose de manifiesto, la UCD empieza a desentenderse de las motivaciones autonomistas, alineándose junto al bando «blavero» en la Batalla de Valencia.
La derrota electoral que UCD sufrió en la circunscripción de Valencia en las elecciones generales de junio 1977 hizo que empezara a calificar al PSOE de «catalanista», al tiempo que los sectores liberales y autonomistas de UCD eran sancionados y abandonaban la formación, pasando Burguera al grupo mixto en el Congreso de los Diputados. Sin embargo, hubo militantes del partido que permanecerían en UCD y participarían de la estrategia anticatalanista de la formación, como Vicente Garrido Mayol, Juan Marco Molines o Enrique Monsonís.
Posteriormente militantes del PDLPV fundarían el Partit Nacionalista del País Valencià (Partido Nacionalista del País Valenciano), junto a los militantes de Unió Democràtica del País Valencià que no quisieron sumarse a UCD y al sector «nacionalista» expulsado del PSOE, liderado por Josep Lluís Albiñana.